# Cranetown, indijansko selo (Fairfield co., Ohio)
Cranetown (Tarhetown), nekadašnje selo Wyandot Indijanaca koje se nalazilo na mjestu današnjeg Royaltona u okrugu Fairfield u Ohiju. Selo je Indijancima bilo poznato i pod imenom Tarhe, po imenu poglavice iz 1790. godine. U to vrijeme imalo je oko 100 wigwama od kore i oko 500 stanovnika. 
Wyandoti iz Cranetowna bili su posljednje indijansko pleme koje je (1843.) napustilo Ohio, nakon čega su smješteni na rezervate u Kansasu i Oklahomi. Poglavica Tarhe umro je u studenom 1816. u Cranetownu, a njegova kćerka Myerrah (White Crane) udala se u dobropoznatu obitelj Zane, za Isaaca Zanea, utemeljivača grada Zanesvillea.